# Der Nachtarzt
Der Nachtarzt ist ein französisches Filmdrama von Elie Wajeman aus dem Jahr 2020.

## Handlung
Mickaël Kourtchine ist mit Sacha verheiratet und hat zwei kleine Töchter. Er arbeitet als Nachtarzt, sein Cousin Dimitri leitet eine Apotheke. Das Verhältnis zu Sacha ist schlecht, da er aufgrund seiner Nachtdienste kaum noch zu Hause ist. Das Paar steht kurz vor einer Trennung. Seit einiger Zeit verschreibt Mickaël illegal Subutex-Rezepte für Dimitris Patienten, um ihm aus einer finanziellen Notlage zu helfen, wohl wissend, dass die meisten Subutex-Medikamente auf dem Schwarzmarkt landen. Als er wegen der recht großen Anzahl ausgestellter Rezepte von einer Mitarbeiterin der Gesundheitskontrolle überprüft und verwarnt wird, erklärt er Dimitri, dass er die Rezepte für dessen Kunden nicht mehr ausstellen wird. Dimitri reagiert verzweifelt, da er hohe Schulden bei einem Boss namens Ossip habe und für ihn die Medikamente eintreiben muss. Er habe ihm zudem versprochen, über Mickaël Rezepte für Fentanyl erhalten zu können. Mickaël lehnt die Verschreibung von Fentanyl strikt ab und nimmt Dimitri das Versprechen ab, Ossip von seiner Kündigung als Kontaktmann zu berichten. Dennoch kommen in der Nacht Ossips Kunden zu ihm und wollen das Medikament verschrieben haben. Mickaël bleibt bei seiner Weigerung und wird bedroht. Dimitri wiederum taucht in seiner Wohnung auf und erklärt, dass Ossip wütend geworden wäre, als er von Mickaëls Kündigung gehört habe. Er habe gedroht, Mickaëls Familie zu schaden. Unter dem Druck stimmt Mickaël zu, diese Nacht auch Fentanyl-Rezepte auszustellen. Sacha wiederum konfrontiert ihn mit ihrem Verdacht, dass er eine Affäre hat. Mickaël schweigt, da er tatsächlich ein Verhältnis mit Dimitris Verlobter Sofia angefangen hat, es allerdings beenden will.
Mickaëls Kontaktfrau zu Ossip ist die junge Nadège, die bei Mickaël angekommen ist, jedoch aufgrund einer Überdosis zusammenbricht. Er bringt sie in die Notaufnahme. Zwei Männer, die ihm gefolgt sind und die Rezepte anstelle von Nadège entgegennehmen wollen, schlägt er zusammen. Die Männer schwören Rache. Nadège konnte Mickaël im Krankenhaus den Aufenthaltsort von Ossip mitteilen. Er sucht Ossip auf und bedroht ihn mit einer Waffe: Er soll ihn und seine Familie in Ruhe lassen. Ossip jedoch meint, dass Dimitri gar keine Schulden bei ihm habe und er auch nie mit Fentanyl handeln würde. Mickaël erkennt, dass Dimitri der Dealer ist. Er sucht ihn auf und es kommt zu einem Zweikampf. Dimitri gibt zu, Schulden bei allen zu haben, und will, dass Mickaël ihm verzeiht. Der jedoch will ihn nie wiedersehen. Mickaël geht zu Sofia und beendet die gemeinsame Affäre. Anschließend begibt er sich zu Sacha. Sie weigert sich, ihn in die Wohnung zu lassen, stimmt jedoch zu, zu ihm nach unten zu kommen. Während Mickaël auf sie wartet, wird er von einem der Männer vom Krankenhaus angegriffen und in den Bauch gestochen. Sacha ruft verzweifelt den Notarzt und hält den schwächer werdenden Mickaël im Arm, während beide warten.

## Produktion
Der Nachtarzt war nach Alyah und Les anarchistes der dritte Spielfilm, bei dem Elie Wajeman Regie führte. Er verfasste zudem das Drehbuch. Die Idee zum Film kam ihm aufgrund seiner Bewunderung der Nachtärzte, die er als „Helden der Nacht“ („héros nocturne“) empfindet. Für die Vorbereitung des Films begleitete Wajeman Nachtärzte bei ihrer Arbeit in Paris, wohnte aber auch Gerichtsverhandlungen bei, in denen Ärzte wegen illegalen Medikamentenhandels, unter anderem mit Subutex, angeklagt waren. Die Dreharbeiten fanden ab 9. Dezember fünf Wochen lang in Paris statt, wobei Wajeman sowohl mit professionellen Darstellern als auch Laiendarstellern arbeitete. Die Kostüme schufen Virginie Montel und Ariane Daurat, die Filmbauten stammen von Isabelle Tillou.
Der Nachtarzt war Teil der Cannes 2020 Official Selection der Internationalen Filmfestspiele von Cannes 2020, die aufgrund der Covid-19-Pandemie abgesagt wurde. Bereits im Januar 2020 war der Film im Rahmen des 22. Rendez-Vous du cinéma français in Paris der Industrie vorgestellt worden. Festivalpremiere für Der Nachtarzt war am 31. August 2020 auf dem Festival du Film Francophone d’Angoulême, der französische Kinostart erfolgte am 16. Juni 2021. In Deutschland lief der Film im November 2021 auf den 38. Französischen Filmtagen Tübingen-Stuttgart und war ab 8. Februar 2022 auf der Streamingplattform Mubi zu sehen.

## Auszeichnungen
Beim César 2022 wurde Vincent Macaigne für seine Darstellung des Mickaël Kourtchine für einen César in der Kategorie Bester Hauptdarsteller nominiert.